# 林仲麟
林仲麟（1173—？），字景仲，福建宁德人，南宋官员。

## 生平
生卒年不详，一说宋孝宗乾道九年（1173年）生，宋理宗时卒。品行刚直有志向，试太学第一。庆元元年（1195年），林仲麟与杨宏中、周端朝、張衜、蔣傅、徐範等人连名上书，请罢逐右正言李沐，触怒韩侂胄，送毘陵编管，人称“六君子”。卒赠忠谏大夫。